# 미셸장 스덴

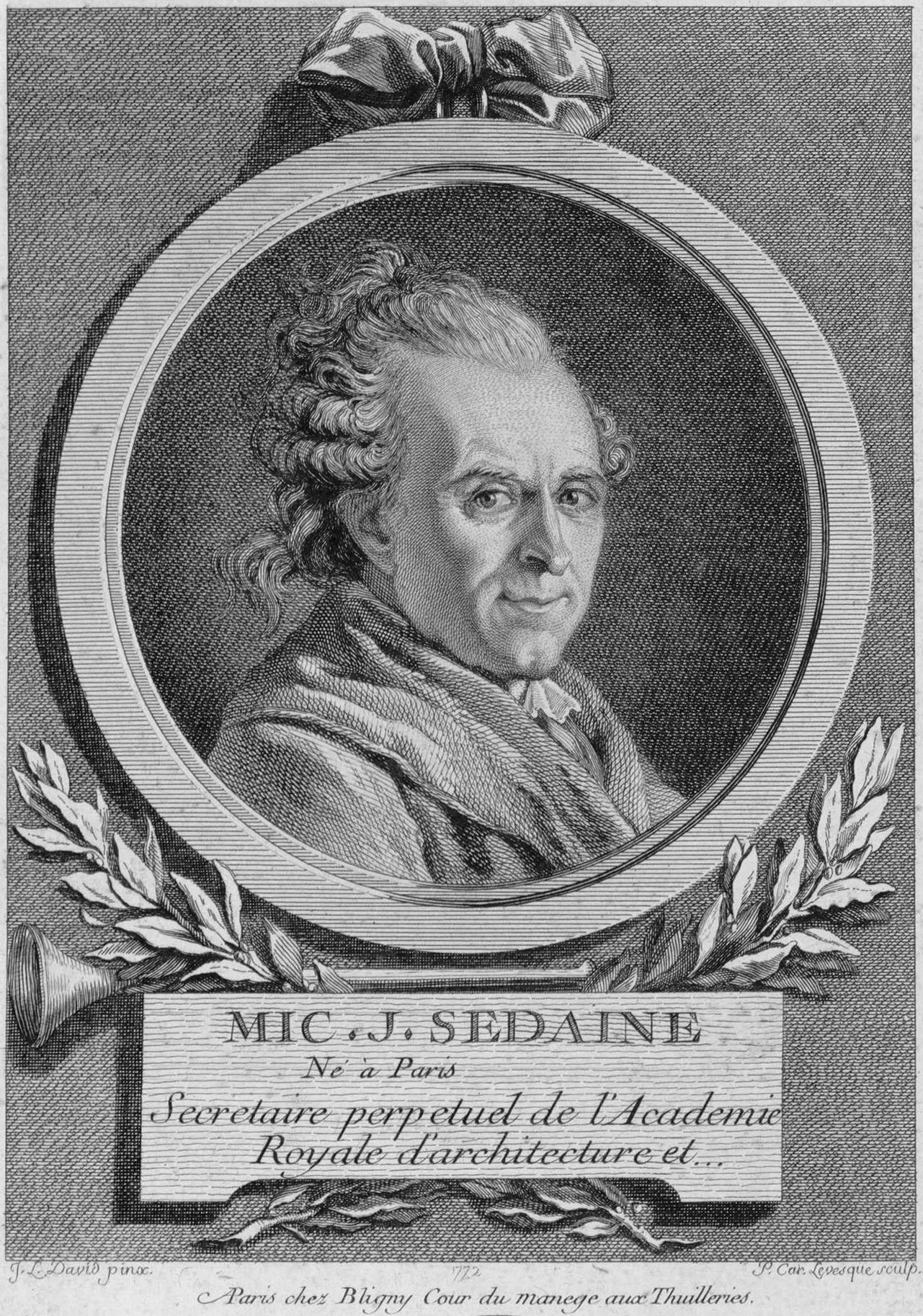
미셸장 스덴

미셸장 스덴(Michel-Jean Sedaine, 1719년 7월 4일 ~ 1797년 5월 17일)는 프랑스의 극작가다. 파리에서 출생하였다.
시민극의 장르에서 자연스런 인간성을 그런대로 묘사한 극작가다. <천성(天成)의 철학자(Philosophe sans le savoir)>(1765)는 스덴의 가장 훌륭한 작품이며, 그는 대상인(大商人) 반데르크라는 인물을 통해 한 집안의 부친으로서의 고뇌나 애정이나 권위를 묘사함과 동시에 결투라는 악습에 대한 항의, 귀족의 교만에 대한 부르주아의 긍지를 그려 시민극의 전형을 만들었다.
1765년에 프랑스 극장에서 초연, 상연 횟수 21회라는 기록적인 성공을 거두었다.